# Pegomya flavifrons
Pegomya flavifrons is een vlieg uit de familie van de bloemvliegen (Anthomyiidae). De wetenschappelijke naam is gepubliceerd in 1849 door Francis Walker.